# William Edmondson
Pour les articles homonymes, voir Edmondson.
William Edmondson (1874 - 1951 à Nashville) est un sculpteur afro-américain folk art.
Il a été le premier sculpteur d'art populaire afro-américain à bénéficier d'une exposition personnelle au Museum of Modern Art de New York, en 1937.

## Biographie

### Jeunesse, famille et carrière alimentaire
William Edmondson naît en décembre 1874 dans la plantation Compton du comté de Davidson (Tennessee) ; sa date exacte de naissance demeure inconnue en raison d'un incendie qui a détruit la Bible familiale dans laquelle était consignée l'information. Edmondson est l'un des six enfants d'Orange et Jane Edmondson, d'anciens esclaves devenus libres et métayers, qui se sont mariés peu après l'abolition de l'esclavage aux États-Unis en 1865. En raison des privilèges liés à la race et à la couleur, les « mulâtres » de la plantation se voient confier des emplois plus respectables, tandis que les Edmondson travaillent principalement dans les champs de maïs et s'occupent du bétail. La famille Edmondson travaille dans la plantation et gagne 12 dollars par mois. Pendant ces périodes passées dans les champs de maïs, William voit des « anges dans les nuages » et pense que c'était Dieu qui lui parle.
Edmondson n'avait que peu ou pas d'éducation formelle. À la mort de son père, fin 1889, William, âgé de 16 ans, refuse de continuer à travailler sans relâche dans la plantation et déménage à Nashville, où il trouve un bon emploi dans les nouveaux et vastes ateliers du chemin de fer Nashville, Chattanooga and St. Louis Railway. Après une blessure subie en 1907, Edmondson accepte un emploi de gardien à l'hôpital pour femmes de Nashville. À cette époque, la famille Edmondson réside officiellement à Nashville, car sa mère, Jane, est la dernière à quitter la plantation Compton. À l'âge de 39 ans, le salaire de William au Women's Hospital lui permet d'acheter une maison modeste et un terrain spacieux à Edgehill, un quartier ségrégé de Vanderbilt-Belmont de Nashville. Après la fermeture de l'hôpital en 1931, Edmondson reprend divers emplois à temps partiel et, pendant ses loisirs, il sculpte dans son jardin et vend des légumes.
Edmondson ne s'est jamais marié et il a partagé la maison avec sa mère et sa sœur, ainsi que, occasionnellement, d'autres frères et sœurs, nièces et neveux. Après la mort de Jane en 1922, Sarah, la sœur d'Edmonson, devient rapidement la maîtresse de maison, qui tient à maintenir un cadre de vie très convivial.

### Carrière artistique
William Edmondson commence sa carrière artistique à l'âge avancé d'environ 60 ans, en 1934. Il prétend avoir reçu une vision de Dieu, qui lui aurait intimé de commencer à sculpter : « J'étais dans l'allée avec quelques vieilles sculptures en pierre lorsque j'ai entendu une voix me dire de prendre mes outils et de commencer à travailler sur une pierre tombale. J'ai levé les yeux au ciel et, en plein midi, il a suspendu une pierre tombale pour que je la fabrique. Je savais que c'était Dieu qui me disait quoi faire,. » Il sculpte les pierres tombales principalement à partir de morceaux de pierre calcaire provenant de bâtiments démolis, qui lui sont livrés par les camions des entreprises de démolition. Une pierre tombale d'Edmondson est caractérisée par de grandes lettres gravées dans la pierre. Il commence ainsi sa carrière en vendant des pierres tombales ou en les donnant à des amis et à des membres de la famille de sa communauté. Bientôt, il commence à sculpter des ornements de pelouse, des bains d'oiseaux et des sculptures décoratives. Dans sa cour, il y avait un panneau annonçant « Pierres tombales. À vendre. Jardin. Ornements. Travail de la pierre, W M Edmondson ».
L'œuvre d'Edmondson est influencée par sa foi chrétienne et son appartenance à une congrégation baptiste primitive (en) voisine. Ses sculptures sont des formes directes et emphatiques d'un à trois pieds de haut, dont beaucoup partagent son symbolisme religieux unique. Il sculpte des personnages bibliques, des anges, des colombes, des tortues, des aigles, des lapins, des chevaux et d'autres créatures réelles ou fantaisistes. Sa sculpture, Noah's Ark (Arche de Noé), trône au milieu de son jardin. Elle se compose de quatre niveaux de calcaire sculptés différemment et est la seule œuvre architecturale qui existait dans sa collection. Il sculpte des icônes de la communauté locale telles que des prédicateurs, des avocats et des enseignants, des célébrités de l'époque importantes pour la communauté afro-américaine, comme le boxeur Jack Johnson. Il sculpte également un certain nombre de figures populaires telles que la première dame Eleanor Roosevelt. Edmondson crée également un petit nombre de figures nues. La plupart des figures sculptées par Edmonson ont des visages sculptés sur une base sphérique, avec une petite bouche reposant directement sous un nez vertical, se raccordant à la courbe du front. Parfois, il décide de ne pas sculpter les sourcils et opte pour un nez plus large. On pense qu'il agit ainsi pour favoriser l'intégration raciale dans son œuvre sculpté. Malgré la polyvalence de son œuvre, la caractéristique commune d'une sculpture d'Edmondson est la surcharge des figures sculptées dans ou à partir de la pierre calcaire. La technique faciale, la surcharge et la diversité des textures peuvent être observées dans le chef-d'œuvre le plus connu d'Edmonson, Bess and Joe, et plus loin dans Mary and Martha.
Edmondson est très suivi à Edgehill, car nombre de ses sculptures sont exposées non seulement dans sa cour, mais aussi dans les maisons et les jardins des voisins. Quelques années après le début de la carrière de sculpteur d'Edmondson, Sidney Hirsch, passionné d'art du Peabody College (Université Vanderbilt), se promène dans Edgehill et tombe sur la vaste collection de sculptures d'Edmondson. Ce fait est largement documenté comme la « découverte » d'Edmondson par Sidney Mttron Hirsch. Ce dernier, collectionneur d'art africain, moyen-oriental et est-asiatique, deviendra l'un des plus grands soutiens d'Edmondson. Grâce à cette exposition, des amis de Hirsch et d'autres membres de l'élite de Nashville achètent des sculptures d'Edmondson pour leurs maisons, leurs jardins et leurs bureaux, dont beaucoup sont ensuite exposées au Smithsonian American Art Museum et au Cheekwood Botanical Garden and Museum of Art (en). Parmi les amis de Hirsch, Alfred et Elizabeth Starr, Alfred, associé gérant d'une chaîne de cinémas s'adressant à la communauté noire, et sa femme Elizabeth, peintre, deviennent également des mécènes et des soutiens enthousiastes de l'œuvre d'Edmondson. Ils présentent Edmondson à plusieurs amis artistes, dont Meyer (Mike) Wolfe, ami d'enfance de Starr, et son épouse Louise Dahl-Wolfe, une photographe qui vient de commencer à travailler pour le magazine de mode Harper's Bazaar à New York. Elle réalise plus d'une centaine de photographies d'Edmondson au travail dans son arrière-cour, qu'elle présente au rédacteur en chef de Harper's Bazaar. Elle tente de publier ses œuvres, mais le magnat de la presse William Randolph Hearst a des préjugés sur l'art afro-américain, considérant les Afro-Américains comme de simples serviteurs,. Elle porte alors les œuvres d'Edmondson à l'attention de son compatriote du Tennessee Thomas Mabry et de son patron Alfred Barr, directeur du Museum of Modern Art.
La carrière d'Edmondson a duré une quinzaine d'années. De son vivant, ses œuvres n'ont jamais atteint des sommes importantes. En 1939 puis en 1941, il travaille dans le cadre de la Works Progress Administration, un programme d'aide parrainé par le gouvernement qui inclut les artistes. À la fin des années 1940, sa santé commence à se dégrader et sa production artistique se ralentit. Edmondson professe ne pas être intéressé par la célébrité et il semble avoir eu des difficultés financières au cours des dernières années de sa vie. On estime qu'il a créé environ 300 œuvres au cours de sa vie professionnelle.

### Dernières années
En 1948, Edmondson cesse de sculpter. Le 7 février 1951, à l'âge de soixante-seize ans, il meurt tranquillement dans sa maison de Nashville, dans le Tennessee, des suite d'une maladie l'ayant cloué au lit pendant plusieurs mois. Étant le dernier de ses frères et sœurs à mourir, ses cinq nièces et sept neveux se chargent de ses funérailles, qui se tiennent le lendemain. Il est inhumé au mount Ararat cemetery, le plus ancien cimetière noir de la ville (aujourd'hui le Greenwood Cemetery West), mais il n'y a plus aucune trace de la pierre tombale d'Edmondson car, à l'époque, des cercueils en bois bon marché étaient utilisés pour enterrer les Afro-Américains. Le bois se décomposant, les pierres tombales s'enfonçaient dans la terre.

## Expositions
Edmondson bénéficie d'une exposition personnelle — la première consacrée à un artiste afro-américain —, au Museum of Modern Art du 20 octobre au 1er décembre 1937. En 1938, grâce à l'influence du MoMA, la sculpture de William Edmondson est incluse dans l'exposition « Trois siècles d'art aux États-Unis » à Paris. L'intérêt pour son travail sur la scène nationale et internationale demeure de courte durée, et il est surtout considéré comme une nouveauté, ou un exemple de la mémoire raciale « primitive » d'un vieux sculpteur de pierre noir, naïf et sans instruction. Sur le plan local, Alfred Starr continue de promouvoir le travail d'Edmondson auprès de ses amis et connaissances artistiques, qui achètent des œuvres directement dans la « cour de sculptures » d'Edmondson ou par l'intermédiaire de la galerie locale Lyzon. En 1941, Starr présente Edmondson au célèbre photographe moderniste Edward Weston, qui réalise plusieurs photographies saisissantes d'Edmondson au travail dans son atelier et sa cour. C'est également en 1941 qu'Edmondson a bénéficié de la seule autre exposition individuelle qui lui ait été accordée de son vivant, à la Nashville Art Gallery.
Après des expositions très sporadiques dans les années 1950 et 1960 (principalement dans le cadre d'expositions d'« art populaire »), le collectionneur Edmund Fuller écrit une biographie d'Edmondson qui est publiée en 1973. Sa sculpture est incluse dans l'influente exposition « Two Centuries of Black American Art (en) » organisée par le président du département d'art de l'université Fisk, David Driskell, en 1976. En 1981, le nouveau musée d'État du Tennessee ouvre ses portes avec une exposition solo permanente présentant six sculptures d'Edmondson, ainsi que des sculptures prêtées par la collection personnelle d'Elizabeth Starr, et les essais du catalogue d'exposition ont cherché à élever l'appréciation de l'œuvre d'Edmondson au rang d'œuvre d'art. Au cours des années 1980 et 1990, les sculptures d'Edmondson ont été largement exposées, mais souvent dans le contexte restrictif des étiquettes « outsider », « folk art », « autodidacte » et « naïf ».
En 1999, le Cheekwood Botanical Garden and Museum of Art (en) de Nashville a organisé une grande exposition rétrospective itinérante, accompagnée d'un catalogue comprenant des essais biographiques et critiques approfondis sur la vie et l'œuvre de l'artiste. Cette exposition comprenait des sculptures provenant des collections personnelles des familles Fletcher, Formosa et Overton,.
En 2006, une exposition intitulée « William Edmondson, Bill Traylor, and the Modernist Impulse » (William Edmondson, Bill Traylor et l'impulsion moderniste) a associé Edmondson à un autre artiste autodidacte bien connu et a plaidé en faveur de l'acceptation d'Edmondson en tant qu'artiste sans étiquette restrictive. Cette exposition présentait vingt-et-une sculptures d'Edmondson, ce qui constitue la plus grande collection d'œuvres d'Edmondson dans le pays.
En 2016, le Smithsonian American Art Museum a reçu de Margaret Z. Robson l'un de ses plus importants dons d'œuvres d'art populaire, parmi lesquelles figuraient trois sculptures d'Edmondson.
Autres expositions notables :
- « William Edmondson and Friends: Breaking the Mold », 2014, Cheekwood Museum of Art[25]
- « Visions from Above: The Life and Work of William Edmondson », 2017, Cheekwood Museum of Art[26]
- « The Sculpture of William Edmondson: Tombstones, Garden Ornaments, and Stonework », 2021, Cheekwood Museum of Art[27]

## Conservation
Les œuvres d'Edmondson sont exposées en permanence au Newark Museum (Newark), à l'American Folk Art Museum (New York), au Hirshhorn Museum and Sculpture Garden (Washington), au Philadelphia Museum of Art (Philadelphie), au Minneapolis Institute of Art (Minneapolis), à la National Gallery of Art (Washington), au Smithsonian American Art Museum (Washington), à l'Abby Aldrich Rockefeller Folk Art Museum (en) (Williamsburg) au Tennessee State Museum (en) (Nashville) et au Montclair Museum (New Jersey).

## Postérité
Le 20 août 2014, le maire Karl Dean a inauguré le premier parc artistique de Nashville, nommé en l'honneur d'Edmondson. Le parc, géré par l'Agence métropolitaine de développement et de logement de Nashville, comprend des sculptures de Thornton Dial (en) et de Lonnie Holley (en) inspirées par l'œuvre de William Edmondson. Le parc est situé dans un quartier traditionnellement afro-américain. Bien que le site de la maison d'Edmondson au 1434 Fourteenth Avenue South soit aujourd'hui une école publique, il a été officiellement reconnu comme patrimoine historique du Tennessee. À quelques kilomètres de là, certaines des pierres tombales d'Edmondson sont exposées dans un cimetière local.
Depuis sa mort, l'œuvre d'Edmondson est progressivement appréciée par les critiques et les collectionneurs, et ses sculptures atteignent 70 000 à 300 000 dollars lors des ventes aux enchères. En janvier 2016, A Boxer a été vendu lors d'une vente aux enchères privée pour 785 000 dollars, le prix le plus élevé jamais payé pour une œuvre d'Edmondson.